# Witbrauwgraszanger
De witbrauwgraszanger (Cisticola cantans) is een zangvogel uit de familie Cisticolidae. De vogel komt voor in Sub-Saharisch Afrika.

## Kenmerken
De vogel is 12 tot 14 cm lang en weegt 11 tot 17 gram, het vrouwtje is iets kleiner en 2 tot 4 gram lichter. De rug is egaal olijfgroen, de vogel heeft een roodbruine kopkap en een lichte oogstreep die loopt van de snavel tot het oog. De staart loopt trapvormig spits toe en is grijs met een donkere rand. De borst en buik zijn lichtgrijs tot vuilwit. In het Afrikaans heet de vogel Singende Tinkietinkie omdat hij een karakteristieke geluid maakt dat bestaat uit twee of drie muzikale fluittonen dat klinkt als "oh-kie-wie".

## Verspreiding en leefgebied
Deze soort komt voor in westelijk, centraal en oostelijk Afrika en telt zeven ondersoorten:
- C. c. swanzii: van Senegal en Gambia tot zuidelijk Nigeria.
- C. c. concolor: van noordelijk Nigeria tot Soedan.
- C. c. adamauae: Kameroen, Congo-Brazzaville en noordwestelijk Congo-Kinshasa.
- C. c. cantans: Eritrea en Ethiopië.
- C. c. belli: de Centraal-Afrikaanse Republiek, noordelijk en oostelijk Congo-Kinshasa, Oeganda en noordwestelijk Tanzania.
- C. c. pictipennis: Kenia en noordelijk Tanzania.
- C. c. muenzneri: van zuidelijk Tanzania tot Zimbabwe en Mozambique.

Het leefgebied bestaat uit gebieden met dichte ondergroei van bijvoorbeeld varens of heide, bosranden, randen van waterlopen door verder droge gebieden zoals savanne maar ook wel in boomaanplantingen en in tuinen. Komt in Oost-Afrika voor in hoogland tot op 2500 m boven de zeespiegel.

## Status
De grootte van de wereldpopulatie is niet gekwantificeerd. De vogel is algemeen en plaatselijk talrijk. Men veronderstelt dat de soort in aantal stabiel is. Om deze redenen staat de witbrauwgraszanger als niet bedreigd op de Rode Lijst van de IUCN.